# 白波トップウォーター
「白波トップウォーター」（しらなみトップウォーター）は、日本のロックバンド・サカナクションの楽曲。2007年のアルバム『GO TO THE FUTURE』に収録されている。

## 概要
本楽曲は、1stアルバム『GO TO THE FUTURE』の収録曲である。バンドで制作された初の楽曲であり、クラブスタイルの音楽をバンドの最初の試みとし、制作時に山口が、ダンス・ミュージックと日本風のメロディとの相性が良いと考え、この試みをバンドスタイルの楽曲として制作した。
全楽曲のスタイルは、ダンス・ミュージックという形をとっているものの、楽曲は打ち込みではなく、あくまでロックバンドである事を念頭に、すべてバンド形態で演奏した上に、テクノなどを合わせた形をとっている。
本楽曲の歌詞について、ボーカルの山口は「本を読むことが好きで、日記を書くみたいに詞を書いていた」 と話した。だが実は、山口は歌詞が出来上がった時に、歌詞がシンプル過ぎる、こんなにわかりやすい歌詞は書きたくないという理由で「本当に駄作だな」と思ったという。
本楽曲は、ファンが選ぶ名曲ランキングでは2位に選出された。また、ミュージックビデオが制作されている。タレントの近藤寛史が監督を務めた。